# Liste der Kategorie-A-Bauwerke in East Lothian

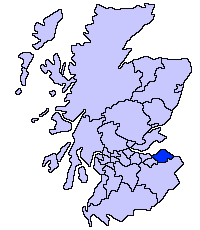
Lage von East Lothian in Schottland

Die Liste der Kategorie-A-Gebäude in East Lothian umfasst sämtliche in der Kategorie A eingetragenen Baudenkmäler in der schottischen Council Area East Lothian. Die Einstufung wird anhand der Kriterien von Historic Scotland vorgenommen, wobei in die höchste Kategorie A Bauwerke von nationaler oder internationaler Bedeutung einsortiert sind. In East Lothian sind derzeit 125 Bauwerke in der Kategorie A gelistet.
| Name                                  | Lage                                                         | Typ                          | Eintrag | Bild                                                       |
| ------------------------------------- | ------------------------------------------------------------ | ---------------------------- | ------- | ---------------------------------------------------------- |
| Greywalls                             | Gullane 56° 2′ 32,2″ N, 2° 49′ 10″ W                         | Villa                        | 1337    | Greywalls                                                  |
| Gemeindehalle der St Peter’s Church   | Gullane 56° 2′ 5,8″ N, 2° 49′ 49,5″ W                        | Kirche                       | 1363    | St Peter’s Church                                          |
| Carlekemp                             | North Berwick 56° 3′ 36″ N, 2° 44′ 42,8″ W                   | Villa                        | 1375    | Carlekemp                                                  |
| Carlekemp Lodge                       | North Berwick 56° 3′ 30,7″ N, 2° 44′ 43″ W                   | Wohngebäude                  | 1376    |                                                            |
| Westerdunes                           | North Berwick 56° 3′ 25,8″ N, 2° 45′ 17,5″ W                 | Villa                        | 1380    |                                                            |
| The Pleasance                         | Gullane 56° 2′ 30,1″ N, 2° 49′ 18,6″ W                       | Villa                        | 1385    |                                                            |
| Bunkerhill                            | North Berwick 56° 3′ 26,9″ N, 2° 45′ 6,8″ W                  | Villa                        | 1400    |                                                            |
| Bolton Muir                           | nahe Gifford 55° 54′ 10,6″ N, 2° 46′ 36,8″ W                 | Villa                        | 1417    | Bolton Muir                                                |
| South Lodge                           | nahe Dunbar 55° 59′ 7,6″ N, 2° 29′ 9,7″ W                    | Wohngebäude                  | 1474    | South Lodge                                                |
| Dirleton Castle                       | Dirleton 56° 2′ 45″ N, 2° 46′ 41,4″ W                        | Burgruine                    | 1525    | Dirleton Castle                                            |
| Dirleton Parish Church                | Dirleton 56° 2′ 54,3″ N, 2° 47′ 2,4″ W                       | Kirche                       | 1526    | Dirleton Parish Church                                     |
| Archerfield House                     | nahe Dirleton 56° 2′ 50,5″ N, 2° 47′ 42,7″ W                 | Herrenhaus                   | 1536    | Archerfield House                                          |
| Gilmerton House                       | nahe Athelstaneford 55° 59′ 26,2″ N, 2° 43′ 27,5″ W          | Herrenhaus                   | 6351    |                                                            |
| Pilmuir House                         | nahe East Saltoun 55° 54′ 52,5″ N, 2° 49′ 23,5″ W            | Herrenhaus                   | 6398    |                                                            |
| Marktkreuz von Aberlady               | Aberlady 56° 0′ 33,6″ N, 2° 51′ 38,6″ W                      | Marktkreuz                   | 6505    | Marktkreuz von Aberlady                                    |
| Aberlady Parish Church                | Aberlady 56° 0′ 30,9″ N, 2° 51′ 52,9″ W                      | Kirche                       | 6508    | Aberlady Parish Church                                     |
| Ballencrieff Granary                  | Ballencrieff 55° 59′ 35,5″ N, 2° 49′ 33,8″ W                 | Landwirtschaftliches Gebäude | 6528    | Ballencrieff Granary (Ruine rechts)                        |
| Gosford House                         | nahe Aberlady 55° 59′ 49,5″ N, 2° 52′ 43,3″ W                | Schloss                      | 6533    | Gosford House                                              |
| Hungary House                         | nahe Aberlady 55° 59′ 58,9″ N, 2° 51′ 38,9″ W                | Jagdhaus                     | 6539    |                                                            |
| Mausoleum von Gosford House           | nahe Aberlady 55° 59′ 58,9″ N, 2° 51′ 38,9″ W                | Mausoleum                    | 6542    | Mausoleum von Gosford House                                |
| Stallungen von Gosford House          | nahe Aberlady 55° 59′ 52,1″ N, 2° 52′ 32″ W                  | Stallungen                   | 6547    |                                                            |
| Luffness House                        | nahe Aberlady 56° 0′ 50,7″ N, 2° 50′ 38,3″ W                 | Herrenhaus                   | 6551    | Luffness House                                             |
| Taubenturm von Luffness House         | nahe Aberlady 56° 0′ 51,5″ N, 2° 50′ 33″ W                   | Taubenturm                   | 6554    | Taubenturm von Luffness House                              |
| Taubenturm von Nunraw Old Abbey       | nahe Garvald 55° 55′ 39,1″ N, 2° 38′ 45,4″ W                 | Taubenturm                   | 7320    | Taubenturm von Nunraw Old Abbey                            |
| Nunraw Old Abbey                      | nahe Garvald 55° 55′ 37″ N, 2° 38′ 44,2″ W                   | Herrenhaus                   | 7321    | Nunraw Old Abbey                                           |
| Danskine Gateway                      | nahe Gifford 55° 53′ 50,5″ N, 2° 41′ 43,2″ W                 | Tor                          | 7329    |                                                            |
| Hopes House                           | nahe Gifford 55° 51′ 57″ N, 2° 42′ 9,9″ W                    | Herrenhaus                   | 7342    | Hopes House                                                |
| Thurston Home Farm                    | nahe Innerwick 55° 57′ 44,5″ N, 2° 27′ 32,8″ W               | Bauernhof                    | 7711    |                                                            |
| Bauernhof von Keith Marischal House   | nahe Humbie 55° 52′ 8,5″ N, 2° 52′ 56,4″ W                   | Bauernhof                    | 7744    | Bauernhof von Keith Marischal House                        |
| Lennoxlove House                      | nahe Haddington 55° 56′ 20,2″ N, 2° 46′ 40,2″ W              | Herrenhaus                   | 10814   | Lennoxlove House                                           |
| Sonnenuhr von Lennoxlove House        | nahe Haddington 55° 56′ 20,3″ N, 2° 46′ 37,7″ W              | Sonnenuhr                    | 10815   |                                                            |
| Abbey Bridge                          | Haddington 55° 57′ 41,9″ N, 2° 44′ 57,9″ W                   | Brücke                       | 10820   | Abbey Bridge                                               |
| Stevenson House                       | nahe Haddington 55° 57′ 51,2″ N, 2° 43′ 52,3″ W              | Herrenhaus                   | 10821   | Stevenson House                                            |
| Gärten von Amisfield House            | nahe Haddington 55° 57′ 30,4″ N, 2° 44′ 57,5″ W              | Gärten                       | 10825   | Gärten von Amisfield House                                 |
| Huntington House                      | nahe Haddington 55° 57′ 49,6″ N, 2° 49′ 30,9″ W              | Herrenhaus                   | 10832   |                                                            |
| Taubenturm von Huntington House       | nahe Haddington 55° 57′ 51,1″ N, 2° 49′ 34,7″ W              | Taubenturm                   | 10833   | Taubenturm von Huntington House                            |
| Remise von Alderston House            | nahe Haddington 55° 57′ 41,9″ N, 2° 48′ 10,6″ W              | Remise                       | 10835   |                                                            |
| St Michael’s Kirk                     | Inveresk 55° 56′ 13,7″ N, 3° 3′ 4,6″ W                       | Kirche                       | 10880   | St Michael’s Kirk                                          |
| Catherine Lodge                       | Inveresk 55° 56′ 11,2″ N, 3° 2′ 38,6″ W                      | Villa                        | 10886   |                                                            |
| Newhailes House                       | Musselburgh 55° 56′ 27″ N, 3° 4′ 45″ W                       | Herrenhaus                   | 10911   | Newhailes House                                            |
| Stallungen von Newhailes House        | Musselburgh 55° 56′ 23,9″ N, 3° 4′ 52,2″ W                   | Stallungen                   | 10916   |                                                            |
| Monkton House                         | Old Craighall 55° 55′ 15,2″ N, 3° 4′ 2,6″ W                  | Herrenhaus                   | 10919   |                                                            |
| The Manor House                       | Inveresk 55° 56′ 8,6″ N, 3° 2′ 41,2″ W                       | Villa                        | 10935   |                                                            |
| Halkerston Lodge                      | Inveresk 55° 56′ 7,6″ N, 3° 2′ 40″ W                         | Villa                        | 10937   |                                                            |
| Inveresk Lodge                        | Inveresk 55° 56′ 7,2″ N, 3° 2′ 38,8″ W                       | Villa                        | 10938   | Inveresk Lodge                                             |
| West Lodge                            | Longniddry 55° 58′ 45,2″ N, 2° 53′ 22″ W                     | Tor                          | 12711   | West Lodge                                                 |
| Taubenturm von Phantassie House       | Phantassie 55° 59′ 16,4″ N, 2° 38′ 52,2″ W                   | Taubenturm                   | 14501   | Taubenturm von Phantassie House                            |
| Phantassie House                      | Phantassie 55° 59′ 10,7″ N, 2° 38′ 45″ W                     | Bauernhaus                   | 14503   |                                                            |
| Sandy’s Mill                          | nahe Haddington 55° 58′ 6,8″ N, 2° 43′ 19,8″ W               | Mühle                        | 14519   | Sandy’s Mill                                               |
| Prestonkirk Parish Church             | East Linton 55° 59′ 29,6″ N, 2° 39′ 17,2″ W                  | Kirche                       | 14530   | Prestonkirk Parish Church                                  |
| Preston Mill                          | Preston 55° 59′ 31,9″ N, 2° 39′ 4″ W                         | Mühle                        | 14531   | Preston Mill                                               |
| Newbyth Old Mansion                   | nahe East Linton 56° 0′ 40,9″ N, 2° 39′ 50,8″ W              | Herrenhaus                   | 14577   | Newbyth Old Mansion                                        |
| Tyninghame House                      | nahe Tyninghame 56° 0′ 35,9″ N, 2° 36′ 43,3″ W               | Herrenhaus                   | 14586   | Tyninghame House                                           |
| Sonnenuhr von Tyninghame House        | nahe Tyninghame 56° 0′ 35,2″ N, 2° 36′ 45,5″ W               | Sonnenuhr                    | 14608   |                                                            |
| Whitekirk Parish Church               | Whitekirk 56° 1′ 29,9″ N, 2° 38′ 57,6″ W                     | Kirche                       | 14615   | Whitekirk Parish Church                                    |
| Zehntscheune von Whitekirk            | Whitekirk 56° 1′ 32,8″ N, 2° 38′ 58,9″ W                     | Scheune                      | 14617   | Zehntscheune von Whitekirk                                 |
| Torzufahrt zu Yester House            | Gifford 55° 54′ 2,1″ N, 2° 44′ 38,6″ W                       | Tor                          | 14667   | Torzufahrt zu Yester House                                 |
| Yester House                          | nahe Gifford 55° 53′ 43,4″ N, 2° 43′ 53,6″ W                 | Herrenhaus                   | 14693   | Yester House                                               |
| St Bothan’s Chapel                    | nahe Gifford 55° 53′ 42,2″ N, 2° 43′ 47,1″ W                 | Kirche                       | 14695   | St Bothan's Chapel                                         |
| Yester Parish Church                  | Gifford 55° 54′ 13,7″ N, 2° 44′ 44,1″ W                      | Kirche                       | 14697   | Yester Parish Church                                       |
| Oldhamstocks Parish Church            | Oldhamstocks 55° 55′ 41,5″ N, 2° 25′ 15,2″ W                 | Kirche                       | 14710   | Oldhamstocks Parish Church                                 |
| Balgone House                         | nahe North Berwick 56° 1′ 55,8″ N, 2° 41′ 49,7″ W            | Herrenhaus                   | 14716   |                                                            |
| Sydserf House                         | Kingston 56° 1′ 34,1″ N, 2° 44′ 15,3″ W                      | Herrenhaus                   | 14721   | Sydserf House                                              |
| Pavillon von Dunglass House           | nahe Cockburnspath 55° 56′ 16,9″ N, 2° 22′ 48,3″ W           | Pavillon                     | 14725   |                                                            |
| Dunglass Viaduct                      | nahe Cockburnspath 55° 56′ 30,7″ N, 2° 22′ 7,5″ W            | Brücke                       | 14731   | Dunglass Viaduct                                           |
| Fenton Tower                          | Kingston 56° 1′ 46,5″ N, 2° 44′ 3,5″ W                       | Tower House                  | 14743   | Fenton Tower                                               |
| Leuchie House                         | nahe North Berwick 56° 2′ 25,4″ N, 2° 41′ 18″ W              | Herrenhaus                   | 14746   | Leuchie House                                              |
| Bowerhouse                            | nahe Dunbar 55° 58′ 52″ N, 2° 32′ 8,7″ W                     | Herrenhaus                   | 14756   |                                                            |
| Taubenhaus von Bowerhouse             | nahe Dunbar 55° 58′ 56,1″ N, 2° 32′ 1,1″ W                   | Taubenhaus                   | 14757   | Taubenhaus von Bowerhouse                                  |
| Halls Farm                            | nahe Spott 55° 56′ 48,2″ N, 2° 33′ 23″ W                     | Bauernhaus                   | 14760   |                                                            |
| Taubenhaus von Spott House            | Spott 55° 58′ 20,1″ N, 2° 31′ 19,7″ W                        | Taubenhaus                   | 14763   | Taubenhaus von Spott House                                 |
| Biel House                            | nahe Stenton 55° 58′ 28,7″ N, 2° 35′ 18,4″ W                 | Herrenhaus                   | 14764   |                                                            |
| Rood Well                             | Stenton 55° 57′ 40,6″ N, 2° 36′ 15,4″ W                      | Brunnen                      | 14783   | Rood Well                                                  |
| Bauernhaus der Bielgrange Farm        | nahe Stenton 55° 58′ 18,6″ N, 2° 36′ 47,1″ W                 | Bauernhaus                   | 14796   | Bauernhaus der Bielgrange Farm                             |
| Whittingehame House                   | nahe Whittingehame 55° 57′ 7,6″ N, 2° 37′ 58,7″ W            | Herrenhaus                   | 17485   | Whittingehame House                                        |
| East Lodge                            | nahe Whittingehame 55° 57′ 53,7″ N, 2° 37′ 23,6″ W           | Wohngebäude                  | 17486   |                                                            |
| West Lodge                            | nahe Garvald 55° 56′ 28,6″ N, 2° 39′ 26,7″ W                 | Wohngebäude                  | 17490   |                                                            |
| Whittingehame Tower                   | Whittingehame 55° 57′ 2,2″ N, 2° 38′ 18,4″ W                 | Tower House                  | 17500   | Whittingehame Tower                                        |
| Lodges von Whittingehame Tower        | nahe Whittingehame 55° 57′ 9,2″ N, 2° 38′ 24,8″ W            | Wohngebäude                  | 17502   |                                                            |
| Taubenturm von Northfield House       | Prestonpans 55° 57′ 14,3″ N, 2° 58′ 43,4″ W                  | Taubenturm                   | 17528   | Taubenturm von Northfield House                            |
| Hamilton House                        | Prestonpans 55° 57′ 17,9″ N, 2° 58′ 43,7″ W                  | Herrenhaus                   | 17529   | Hamilton House                                             |
| Pumpenhaus der Prestongrange Colliery | Prestonpans 55° 57′ 7,2″ N, 3° 0′ 16,8″ W                    | Industriegebäude             | 17534   | Pumpenhaus der Prestongrange Colliery                      |
| Prestongrange House                   | Prestonpans 55° 57′ 8,3″ N, 2° 59′ 47,3″ W                   | Herrenhaus                   | 17537   | Prestongrange House                                        |
| Taubenturm von Dolphingstone          | nahe Prestonpans 55° 56′ 37,9″ N, 2° 59′ 29,2″ W             | Taubenturm                   | 17553   | Taubenturm von Dolphingstone                               |
| Northfield House                      | Prestonpans 55° 57′ 15,9″ N, 2° 58′ 47,1″ W                  | Herrenhaus                   | 17560   | Northfield House                                           |
| Morham Parish Church                  | Morham 55° 56′ 39,4″ N, 2° 42′ 41,5″ W                       | Kirche                       | 18870   | Morham Parish Church                                       |
| Saltoun Parish Church                 | East Saltoun 55° 54′ 3,9″ N, 2° 50′ 31,6″ W                  | Kirche                       | 18885   | Saltoun Parish Church                                      |
| Saltoun Hall                          | nahe East Saltoun 55° 54′ 21,8″ N, 2° 51′ 51,3″ W            | Herrenhaus                   | 18895   | Saltoun Hall                                               |
| Stallungen von Saltoun Hall           | nahe East Saltoun 55° 54′ 18,2″ N, 2° 51′ 40″ W              | Stallungen                   | 18899   |                                                            |
| Toreinfahrt von Winton House          | Pencaitland 55° 54′ 41,5″ N, 2° 53′ 23,3″ W                  | Tor                          | 18917   |                                                            |
| Penkaet Castle                        | nahe Pencaitland 55° 53′ 56,7″ N, 2° 55′ 6,9″ W              | Herrenhaus                   | 18918   | Penkaet Castle                                             |
| Pencaitland Parish Church             | Pencaitland 55° 54′ 39,6″ N, 2° 53′ 32″ W                    | Kirche                       | 18933   | Pencaitland Parish Church                                  |
| Taubenhaus von Pencaitland            | Pencaitland 55° 54′ 37,4″ N, 2° 53′ 49,4″ W                  | Taubenhaus                   | 18942   | Taubenhaus von Pencaitland                                 |
| Winton House                          | nahe Pencaitland 55° 54′ 55″ N, 2° 54′ 1,6″ W                | Herrenhaus                   | 18948   | Winton House                                               |
| North Lodge                           | nahe Pencaitland 55° 55′ 12,2″ N, 2° 54′ 20,2″ W             | Tor                          | 18950   | North Lodge                                                |
| Seton Castle                          | nahe Cockenzie and Port Seton 55° 57′ 54,8″ N, 2° 56′ 6,9″ W | Herrenhaus                   | 19080   | Seton Castle                                               |
| Cockenzie House                       | Cockenzie and Port Seton 55° 58′ 12,7″ N, 2° 57′ 46,4″ W     | Villa                        | 23026   | Cockenzie House                                            |
| Chalmers Memorial Church              | Cockenzie and Port Seton 55° 58′ 13,3″ N, 2° 57′ 27,1″ W     | Kirche                       | 23027   | Chalmers Memorial Church                                   |
| Belhaven Brewery                      | Dunbar 55° 59′ 50,4″ N, 2° 32′ 15,5″ W                       | Brauerei                     | 24730   | Belhaven Brewery                                           |
| Innenhof von 71–75 High Street        | Dunbar 56° 0′ 7,1″ N, 2° 30′ 55,2″ W                         | Hof                          | 24788   |                                                            |
| Altes Rathaus von Dunbar              | Dunbar 56° 0′ 7,8″ N, 2° 30′ 56,4″ W                         | Rathaus                      | 24790   | Altes Rathaus von Dunbar                                   |
| 34 High Street                        | Dunbar 56° 0′ 3,7″ N, 2° 30′ 55,4″ W                         | Wohngebäude                  | 24802   | 34 High Street (linker Bildrand)                           |
| 56–60 High Street                     | Dunbar 56° 0′ 6″ N, 2° 30′ 57,1″ W                           | Wohn- und Geschäftsgebäude   | 24806   |                                                            |
| Lauderdale House                      | Dunbar 56° 0′ 13,5″ N, 2° 31′ 1,8″ W                         | Herrenhaus                   | 24829   | Lauderdale House                                           |
| Dunbar Parish Church                  | Dunbar 55° 59′ 56,6″ N, 2° 30′ 42,5″ W                       | Kirche                       | 24842   | Dunbar Parish Church                                       |
| East Linton Bridge                    | East Linton 55° 59′ 6,8″ N, 2° 39′ 16,2″ W                   | Brücke                       | 26632   | East Linton Bridge                                         |
| Rathaus von Haddington                | Haddington 55° 57′ 20,2″ N, 2° 46′ 43,5″ W                   | Rathaus                      | 34185   | Rathaus von Haddington                                     |
| Carlyle House                         | Haddington 55° 57′ 18,9″ N, 2° 46′ 42,3″ W                   | Wohn- und Geschäftsgebäude   | 34239   | Carlyle House                                              |
| 42–46 Court Street                    | Haddington 55° 57′ 20,7″ N, 2° 46′ 52,7″ W                   | Geschäftsgebäude             | 34281   |                                                            |
| 26–27 Market Street                   | Haddington 55° 57′ 21,2″ N, 2° 46′ 38,5″ W                   | Wohn- und Geschäftsgebäude   | 34303   |                                                            |
| 24–25 Market Street                   | Haddington 55° 57′ 21,3″ N, 2° 46′ 38″ W                     | Wohn- und Geschäftsgebäude   | 34306   |                                                            |
| 7–8 Market Street                     | Haddington 55° 57′ 21,7″ N, 2° 46′ 32,8″ W                   | Wohn- und Geschäftsgebäude   | 34315   | 7–8 Market Street                                          |
| Haddington House                      | Haddington 55° 57′ 14,6″ N, 2° 46′ 28″ W                     | Villa                        | 34388   | Haddington House                                           |
| St Mary’s Parish Church               | Haddington 55° 57′ 11,6″ N, 2° 46′ 18,7″ W                   | Kirche                       | 34391   | St Mary’s Parish Church                                    |
| Nungate Bridge                        | Haddington 55° 57′ 17″ N, 2° 46′ 17,7″ W                     | Brücke                       | 34414   | Nungate Bridge                                             |
| Altes Rathaus von Musselburgh         | Musselburgh 55° 56′ 35,4″ N, 3° 2′ 55,5″ W                   | Rathaus                      | 38308   | Altes Rathaus von Musselburgh (rechts hinter der Tolbooth) |
| Tolbooth von Musselburgh              | Musselburgh 55° 56′ 35,1″ N, 3° 2′ 55,2″ W                   | Rathaus                      | 38309   | Tolbooth von Musselburgh (links entlang der Straße)        |
| Pinkie House                          | Musselburgh 55° 56′ 33,2″ N, 3° 2′ 38,1″ W                   | Herrenhaus                   | 38314   | Pinkie House                                               |
| Old Bridge                            | Musselburgh 55° 56′ 28,9″ N, 3° 3′ 25,4″ W                   | Brücke                       | 38378   | Old Bridge                                                 |
| The Grange                            | North Berwick 56° 3′ 13,2″ N, 2° 43′ 28,1″ W                 | Villa                        | 38723   |                                                            |
| Norham                                | North Berwick 56° 3′ 25,3″ N, 2° 43′ 29,3″ W                 | Villa                        | 38756   |                                                            |
| Prestongrange Church                  | Prestonpans 55° 57′ 36,5″ N, 2° 58′ 53,6″ W                  | Kirche                       | 40320   | Prestongrange Church                                       |
| Harlaw Hill House                     | Prestonpans 55° 57′ 38,9″ N, 2° 58′ 46,8″ W                  | Villa                        | 40322   | Harlaw Hill House                                          |
| Gartentor von Lennoxlove House        | nahe Haddington 55° 56′ 19,6″ N, 2° 46′ 39,2″ W              | Tor                          | 43548   |                                                            |
| Ugston Old Farm                       | nahe Haddington 55° 57′ 45,6″ N, 2° 48′ 49,2″ W              | Landwirtschaftliches Gebäude | 43560   | Ugston Old Farm                                            |